# Andrew Stevens
Andrew Stevens, właśc. Herman Andrew Stephens (ur. 10 czerwca 1955 w Memphis) – amerykański producent wykonawczy, producent filmowy, reżyser i aktor.
W 1979 otrzymał nominację do nagrody Złotego Globu za najlepszy debiut aktorski w filmie za rolę Billy’ego Raya Pike’a w dramacie wojennym Sidneya J. Furiego Chłopcy w kompanii C (The Boys in Company C, 1978). 

## Wczesne lata
Urodził się w Memphis w Tennessee jako syn aktorki Stelli Stevens i jej pierwszego męża Noble’a Hermana Stephensa. Kiedy się urodził, jego matka miała zaledwie 16 lat, a rok później, 10 lipca 1956, ich małżeństwo zakończyło się rozwodem. Był przedmiotem zawziętej walki o opiekę nad dzieckiem między matką a ojcem, w wyniku czego dorastał zarówno w Los Angeles z matką, jak i w Memphis z ojcem i dziadkami.
W latach 1973–74 uczęszczał do Immaculate Heart College w Los Angeles, a w latach 1974–75 był uczniem West Los Angeles College i Los Angeles Valley College. W 1987 studiował psychologię na prywatnym Uniwersytecie Antioch w Yellow Springs w stanie Ohio. Uczył się aktorstwa pod kierunkiem Lee Strasberga, Davida Craiga, Vincenta Chase i Roberta Eastona.

## Kariera
Mając 8 lat po raz pierwszy trafił na ekran jako chłopiec na kampusie w komediodramacie Vincente’a Minnellego Tata w zalotach (The Courtship of Eddie’s Father, 1963) u boku swojej matki i Glenna Forda. 5 grudnia 1973 pojawił się w roli Roda Foremana w jednym z odcinków serialu kryminalnego NBC Adam–12 – pt. „Dywizja Północno–Zachodnia” („Northwest Division”). Po ukończeniu liceum, latem został odkryty przez hollywoodzkiego agenta i mając okrągłe 20 lat powrócił przed kamery kinowe w takich filmach jak: komedia romantyczna Szampon (Shampoo, 1975) z Warrenem Beatty, Julie Christie i Goldie Hawn oraz dramat kryminalny Las Vegas Lady (1975) u boku swojej matki.
W grudniu 1975 był przesłuchiwany do roli Luke’a Skywalkera w Gwiezdnych wojnach (Star Wars Episode IV: A New Hope), lecz ostatecznie postać tę zagrał Mark Hamill. Od 10 stycznia 1976 do 31 stycznia 1978 został obsadzony w roli Andrew, syna Evana Thorpe’a (Rod Taylor) w seryjnym westernie The Oregon Trail. Status młodego i zdolnego aktora zyskał po udziale w horrorze Masakra w ogólniaku (Massacre at Central High, 1976). Wcielając się w rolę syna ex-agenta CIA ze zdolnościami telekinetycznymi w dreszczowcu Briana De Palmy Furia (The Fury, 1978), zaimponował ogromną siłą wyrazu i nastrojowością.
W 1980 zagrał rolę Paula Brattera w sztuce Neila Simona Przez park na bosaka na scenie Burt Reynolds’s Dinner Theatre w Jupiter na Florydzie. Wystąpił na scenie w Los Angeles w przedstawieniach: Kres drogi R. C. Sherriffa (1982) w roli porucznika Raleigha, Mass Appeal (1983) jako Mark Dolson, Billy Budd (1984) w tytułowej roli i P.S. Twój kot nie żyje (1985) w roli Jimmy’ Zoole’a, bezrobotnego aktora, którego życie się rozpada.
Karierę telewizyjną kontynuował w serialach CBS: Emerald Point N.A.S. (1983-84) w roli porucznika Glenna Matthews oraz operze mydlanej Dallas (1987-89) jako Casey Denault. Jego kolejne filmy, np. kryminał Za dziesięć minut północ (Ten To Midnight, 1983) jako detektyw Paul McAnn, który pomaga w prowadzeniu śledztwa porucznikowi Kesslerowi (Charles Bronson), świadczą o poszukiwaniach na oślep. Bowiem role, które grywał były pozbawione wewnętrznej dynamiki, jakby podczas realizacji tracił do nich serce. Za to grał z zapałem na małym ekranie; m.in. w sitcomie ABC Statek miłości (Love Boat, 1984), w podwójnej roli jako aktor/żigolo Buddy Hudson i tajemniczy syn Sadie LaSalle w miniserialu ABC Żony Hollywoodu (Hollywood Wives, 1985), będącym adaptacją powieści Jackie Collins. W odcinku serialu kryminalnego ABC Columbo pt. „Morderstwo w Malibu” (Murder in Malibu, 1990) został obsadzony w roli ambitnego żigolaka.
Emanował witalizmem i zmysłowością, elektryzował spojrzeniem małych ale wyrazistych oczu, niepokoił pojawiającym się czasem uśmiechem drapieżnika jako uwikłany w pożądliwości ciała ochroniarz w cyklu erotycznych dreszczowców klasy C Nocne oczy – w roku 1990 z Tanyą Roberts, 1992, 1993 (także jako reżyser, producent i scenarzysta) i 1996 – oraz Chemia ciała 3 (Point of Seduction: Body Chemistry III, 1994) z Morgan Fairchild. Pojawił się z Shannon Tweed w pięciu filmach: Nocne oczy II (Night Eyes II, 1991), Nocna straż III (Night Eyes Three, 1993), Kobieta odrzucona (Scorned, 1994), Zakazane sny (Illicit Dreams, 1994) i Chemia ciała 4 (Body Chemistry 4: Full Exposure, 1995).
Był założycielem i prezesem Franchise Pictures. Był reżyserem m.in. filmu Biały Kruk (The White Raven, 1998) z Joanną Pacułą, a zdjęcia kręcono również w Polsce. Jako producent może się pochwalić obrazami, które odniosły duży sukces, m.in. Jak ugryźć 10 milionów (The Whole Nine Yards, 2000) i sequel Jak ugryźć 10 milionów 2 (The Whole Ten Yards, 2004) z Bruce’em Willisem, Obietnica (The Pledge, 2001) z Jackiem Nicholsonem i Teściowie (The In-Laws, 2003) z Michaelem Douglasem. Firma Franchise Pictures, po przegranej sprawie oszustwa o wartości wielu milionów dolarów w Los Angeles, ogłosiła upadłość na podstawie rozdziału 11 w dniu 19 sierpnia 2004, a następnie przestała istnieć.
W 2017 opublikował podręcznik do pisania scenariuszy, Screenwriting for Profit: Writing for the Global Marketplace. Książka omawia, w jaki sposób autorzy mogą wykorzystać lepsze zrozumienie krajowych i międzynarodowych rynków filmowych, aby pomóc w ich scenariuszach.

## Życie prywatne
23 sierpnia 1978 ożenił się z aktorką Kate Jackson, z którą zagrał w telewizyjnym remake'u Cylinder (Topper, 1979). 4 stycznia 1980 doszło do rozwodu. Związany był z Kim Darby (1976), Heather Locklear (1980-1981), Terri Garber (1981), Britt Ekland (1981), Morgan Fairchild (1981), BarBarą Luną (1981), Kelly Harmon (1981-82) i Heather Thomas (1989-1990). W 1995 poślubił Robyn, z którą ma troje dzieci. W 2010 Robyn i Andrew Stevens rozwiedli się.
Jest zdeklarowanym demokratą.

## Filmografia

### Obsada aktorska

#### Filmy fabularne
- 1963: Zaloty ojca Eddiego (The Courtship of Eddie's Father)
- 1975: Szampon (Shampoo) jako chłopiec
- 1975: Las Vegas Lady jako Denny
- 1976: Siła Vigilante (Vigilante Force) jako Paul Sinton
- 1976: Zesłaniec (Deportee) jako Mac
- 1976: Masakra w ogólniaku (Massacre at Central High) jako Mark
- 1977: Dzień zwierząt (Day of the Animals) jako Bob Denning
- 1978: Furia (The Fury) jako Robin
- 1978: Chłopcy w kompanii C (The Boys in Company C) jako szeregowy Billy Ray Pike
- 1982: Uwiedzenie (The Seduction) jako Derek
- 1983: Za dziesięć minut północ (10 to Midnight) jako Paul McAnn
- 1989: Przerażenie w obrębie (The Terror Within) jako David
- 1990: W kanale (Down the Drain) jako Victor Scalia
- 1990: Nocne oczy (Night Eyes) jako Will Griffith
- 1990: Kły (Tusks) jako Mark Smith
- 1990: W dół rynsztoka (Down the Drain) Victor Scalia
- 1990: Red Blooded American Girl jako Owen Augustus Urban III
- 1991: Lolita al desnudo
- 1991: Śmiertelnie Niewinne (Deadly Innocents) jako Bob Appling
- 1992: Nocne oczy II (Night Eyes II) jako Will Griffith
- 1992: Maximum Force jako Tommy
- 1992: Mój kumpel Munchie (Munchie) jako Narzeczony
- 1993: Śmiertelni wrogowie (Deadly Rivals) jako Kevin Fitzgerald
- 1993: Nocna straż III (Night Eyes Three) jako Will Griffith
- 1993: Dublerka (Double Threat) jako Eric Cline
- 1994: Kobieta odrzucona (Scorned) jako Alex Weston
- 1994: Chemia ciała III (Point of Seduction: Body Chemistry III) jako Alan Clay
- 1994: Munchie kontratakuje (Munchie Strikes Back) jako Shelby Carlisle
- 1995: Latająca deska 2/Król deskorolki (The Skateboard Kid 2) jako Ken Fields
- 1995: Zakazane sny (Illicit Dreams) jako Nick Richardson
- 1995: Chemia ciała IV (Body Chemistry 4: Full Exposure) jako Alan Clay
- 1997: Rewolwerowiec (The Shooter) jako Jacob
- 1997: Kobieta odrzucona 2 (Scorned 2) jako Alex Weston
- 1999: Dzieciak z X-ray Eyes (The Kid with X-ray Eyes) jako Drake Berfield
- 1999: Tajna broń (Active Stealth) jako kapitan Stevens
- 2000: Agent Red jako sierżant lotnictwa
- 2001: Granice ryzyka (Mach 2) jako kapitan Stevens
- 2001: Stacja kosmiczna 'Avna' (Stranded) jako Phil Andrews
- 2002: Grzechotniki (Venomous) jako Daniel Andrews
- 2004: Łowca głów (Pursued) jako William Carey
- 2005: Czarny świt (Black Dawn) jako strażnik Harold
- 2005: Gwiazda popu (Popstar) jako profesor Stevens
- 2005: Strzelec wyborowy (The Marksman) jako kpt. Jack Stevens
- 2007: Z podniesionym czołem 3: W imię sprawiedliwości (Walking Tall: Lone Justice) jako Andrew Davis
- 2007: Misjonarz (Missionary Man) jako Smuggler
- 2009: Fire from Below jako Todd Moiyer
- 2022: Ponad horyzont (Send It!) jako Tony Smith
- 2022: Pogoń za Callowayem (Pursuit) jako Frank Diego
- 2022: The Minute You Wake up Dead jako Dewey

#### Filmy TV
- 1975: Ostatni pozostawieni przy życiu (The Last Survivors) jako Checkerman
- 1975: Wilkołak na Woodstock (The Werewolf of Woodstock) jako Dave
- 1976: Proces Oregon (The Oregon Trail) jako Andrew Thorpe
- 1977: Tajemnice (Secrets) jako Joel Corcoran
- 1978: Bękart (The Bastard) jako Phillipe Charboneau/Philip Kent
- 1979: Nędznik, złodziej (Beggarman, Thief) jako Billy Abbott
- 1979: Cylinder (Topper) jako George Kirby
- 1979: Rebelianci (The Rebels) jako Philip Kent
- 1979: Kobieta przy West Point (Women at West Point) jako Doug Davidson
- 1981: Code Red jako Ted Rorchek
- 1981: Cud na lodzie (Miracle on Ice) jako Mike Eruzione
- 1982: Forbidden Love jako Casey Wagner
- 1983: Journey's End jako porucznik Raleigh
- 1990: Columbo: Morderstwo w Malibu (Columbo: Murder in Malibu) jako Wayne Jennings
- 1991: Detektyw Extralarge: Yo Yo (Extralarge: Jo-Jo) jako Burt
- 1992: Kobieta odrzucona: Historia Betty Broderick (A Woman Scorned: The Betty Broderick Story)
- 1996: Pranie mózgów (Subliminal Seduction) jako Tom Moore
- 1996: Zmiana Warty 4 (Night Eyes 4) jako Will Griffith
- 2010: Mongolian Death Worm jako Jackson

#### Seriale TV
- 1973: Adam-12 jako Rod Foreman
- 1974: Apple's Way jako Richard Graham
- 1975: Policyjna opowieść (Police Story) jako Danny Boy
- 1976: Pytanie (The Quest) jako Minter
- 1976: Kiedyś pewien orzeł (Once an Eagle) jako Donny Damon
- 1976: Shazam! jako Jim
- 1977: Proces Oregon (The Oregon Trail) jako Andrew Thorpe
- 1977: Westside Medical jako Tom
- 1981: Code Red jako Ted Rorchek
- 1983-84: Emerald Point N.A.S. jako porucznik Glenn Matthews
- 1984: Napisała: Morderstwo (Murder, She Wrote) odc. „Kochankowie i inni zabójcy” (Lovers and Other Killers) jako David Tolliver
- 1985: Statek miłości (The Love Boat) jako Curtis
- 1985: Żony Hollywood (Hollywood Wives) jako Buddy Hudson
- 1985–87: Hotel jako Cliff Palmer
- 1987–89: Dallas jako Casey Denault
- 1989: Napisała: Morderstwo (Murder, She Wrote) odc. „Podwójna śmierć” (Double Exposure) jako dr Adam Paulson
- 1990: Columbo odc. „Morderstwo w Malibu” (Murder in Malibu) jako Wayne Jennings
- 1991: Legenda księcia Valianta (The Legend of Prince Valiant) jako nadprogramowe głosy
- 1992: Potwór z bagien (Swamp Thing) jako Bartok
- 1993: Jedwabne pończoszki (Silk Stalkings) jako dr Richard Wyman

### Ekipa

#### Reżyseria
- 1993: Strażnik Teksasu (Walker, Texas Ranger, serial)
- 1994: Latająca deska 2 (The Skateboard Kid 2)

#### Produkcja
- 1997: Rewolwerowiec (The Shooter)
- 1999: Pęd ku zagładzie (Hijack)
- 1999: Zeznanie (The Confession)
- 1999: Pięć asów (Five Aces)
- 2000: Gniazdo os (Animal Factory)
- 2000: Zatopieni (Submerged)
- 2001: 3000 mil do Graceland (3000 Miles to Graceland)
- 2001: Skok (Heist)
- 2001: Zielony smok (Green Dragon)
- 2002: Wpół do śmierci (Half Past Dead)
- 2002: Zigzag
- 2003: Final Examination
- 2003: Cudzoziemiec (The Foreigner)
- 2005: 7 sekund (7 Seconds)
- 2005: Czarny świt (Black Dawn)
- 2005: Marksman (The Marksman)
- 2006: Detonator (The Detonator)

#### Producent wykonawczy
- 1995: Tropiciel (Hard Bounty)
- 1999: Święci z Bostonu (The Boondock Saints)
- 1999: Wersety zbrodni (A Murder of Crows)
- 2000: Get Carter
- 2000: Bitwa o Ziemię (Battlefield Earth)
- 2000: Jak ugryźć 10 milionów (The Whole Nine Yards)
- 2000: Podwójne życie (Auggie Rose)
- 2000: Na pierwszy rzut oka (Things You Can Tell Just by Looking at Her)
- 2001: Oczy anioła (Angel Eyes)
- 2001: Obietnica (The Pledge)
- 2001: Wyścig (Driven)
- 2001: Dochodzenie (City by the Sea)
- 2002: Ballistic (Ballistic: Ecks vs. Sever)
- 2003: Teściowie (The In-Laws)
- 2004: Jak ugryźć 10 milionów 2 (The Whole Ten Yards)
- 2005: I uderzył grom (A Sound of Thunder)